# Cromceladonita
La cromceladonita és un mineral de la classe dels silicats que pertany al grup de les miques. Va ser anomenada en referència al fet que és l'anàleg mineral amb crom de la celadonita.

## Característiques
La cromceladonita és un silicat de fórmula química KMgCr(Si₄O10)(OH)₂. Cristal·litza en el sistema monoclínic. La seva duresa a l'escala de Mohs és d'1 a 2.
Segons la classificació de Nickel-Strunz, la cromceladonita pertany a «09.EC - Fil·losilicats amb plans de mica, compostos per xarxes tetraèdriques i octaèdriques» juntament amb els següents minerals: minnesotaïta, talc, wil·lemseïta, ferripirofil·lita, pirofil·lita, boromoscovita, celadonita, chernykhita, montdorita, moscovita, nanpingita, paragonita, roscoelita, tobelita, aluminoceladonita, cromofil·lita, ferroaluminoceladonita, ferroceladonita, tainiolita, ganterita, annita, ephesita, hendricksita, masutomilita, norrishita, flogopita, polilitionita, preiswerkita, siderofil·lita, tetraferriflogopita, fluorotetraferriflogopita, wonesita, eastonita, tetraferriannita, trilitionita, fluorannita, xirokxinita, shirozulita, sokolovaïta, aspidolita, fluoroflogopita, suhailita, yangzhumingita, orlovita, oxiflogopita, brammal·lita, margarita, anandita, bityita, clintonita, kinoshitalita, ferrokinoshitalita, oxikinoshitalita, fluorokinoshitalita, beidel·lita, kurumsakita, montmoril·lonita, nontronita, volkonskoïta, yakhontovita, hectorita, saponita, sauconita, spadaïta, stevensita, swinefordita, zincsilita, ferrosaponita, vermiculita, baileyclor, chamosita, clinoclor, cookeïta, franklinfurnaceïta, gonyerita, nimita, ortochamosita, pennantita, sudoïta, donbassita, glagolevita, borocookeïta, aliettita, corrensita, dozyïta, hidrobiotita, karpinskita, kulkeïta, lunijianlaïta, rectorita, saliotita, tosudita, brinrobertsita, macaulayita, burckhardtita, ferrisurita, surita, niksergievita i kegelita.

## Jaciments
La cromceladonita va ser descoberta a la mina Srednyaya Padma, al dipòsit d'urani-vanadi Velikaya Guba, a la península Zaonezhie (llac Onega, República de Carèlia, Districte Federal del Nord-oest, Rússia). Es tracta de l'únic indret on ha estat trobada aquesta espècie mineral.